# Junta Nacional de Homologación de Trofeos de Caza
La Junta Nacional de Homologación de Trofeos de Caza (JNHTC), es el organismo nacional de control y medición de trofeos de caza mayor en España, dependiente del Ministerio de Agricultura, Pesca y Alimentación. Se fundó en 1950 y su primer presidente fue el viii conde de Yebes, D. Eduardo de Figueroa y Alonso-Martínez. Desde 1999, su presidente es el xii marqués de Valdueza, D. Alonso Álvarez de Toledo y Urquijo.
Los orígenes de la Junta se remontan a 1950, cuando un grupo de nobles españoles formado por el viii conde de Yebes, el xv conde de Villada, el xi marqués de Valdueza y Francisco José de Seefried (hijo de Isabel María de Baviera) diseñaron fórmulas para establecer una valoración de trofeos de caza mayor por puntos.
El éxito de la Exposición de trofeos de 1950 celebrada en Madrid alentó a la administración a reconocer oficialmente a quienes habían realizado el trabajo técnico, estableciendo así la Junta Nacional de Homologación de Trofeos de Caza y Estadística Cinegética, que fue asignada al Consejo Superior de Pesca Continental, Caza y Parques Nacionales.
Desde su creación, la Junta ha publicado catálogos cada quinquenio enumerando cada trofeo medido de las más de una docena de especies de caza mayor que se pueden cazar en España (recientemente ha incluido el boc balear, excluyendo el oso pardo cantábrico y el lince ibérico desde 1973). Las especies que actualmente mide la junta son el lobo ibérico, jabalí, ciervo ibérico, gamo, corzo, sarrio, rebeco, muflón, arruí y boc balear. De 1950 a 2018, la Junta lleva registrados más de 70,000 trofeos medidos que han sido merecedores de medalla de oro, plata o bronce.

## Funciones
La Junta Nacional de Homologación de Trofeos de Caza, es el organismo encargado del control y medición de los trofeos de caza. Se trata de un organismo con hondo arraigo institucional, con más de cincuenta años de existencia al servicio de la actividad cinegética, en la calificación y catalogación y homologación de las características biométricas de las diferentes especies, que le otorgan su consideración como trofeos de caza, y en el archivo de éstos.
El aprovechamiento cinegético, como todo aprovechamiento forestal, es parte inherente de la actividad económica del sector forestal de competencia del Ministerio de Agricultura, Pesca, Alimentación y Medio Ambiente, por su vinculación tanto a las políticas de desarrollo rural como de conservación de la naturaleza.
Definir las fórmulas de valoración correspondientes a cada especie, ajustándose en lo posible a las adoptadas por el Consejo Internacional de la Caza y Conservación de la Fauna (CIC), y establecer las puntuaciones mínimas exigidas para las distintas categorías.
Tiene las siguientes funciones:

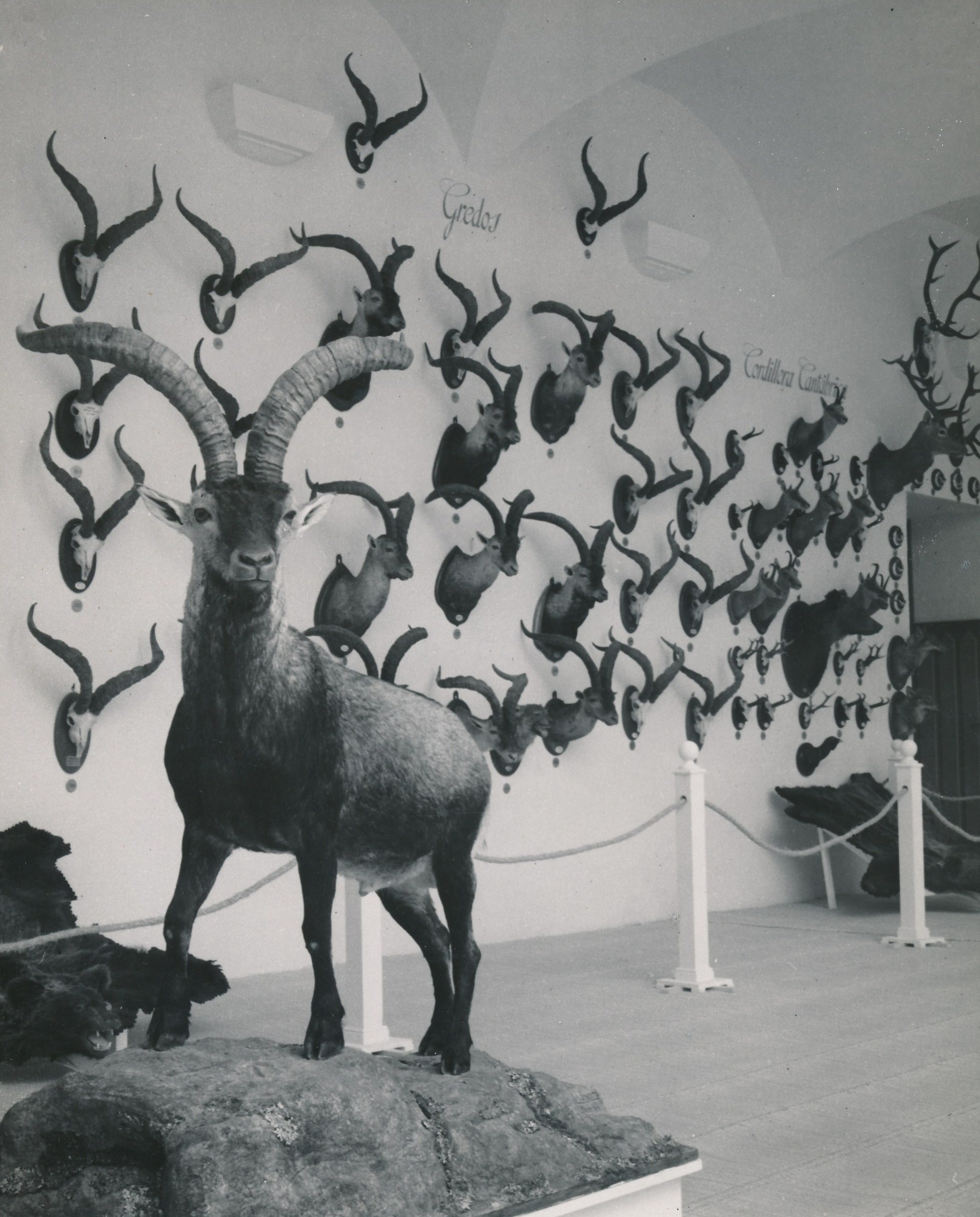
Primera exposición de trofeos de caza de 1950, embrión de la Junta de Homologación, Madrid

1. Cooperar para una correcta aplicación de dichas fórmulas promoviendo la unificación de criterios de interpretación entre las comisiones de homologación de las diferentes comunidades autónomas, atendiendo preferentemente a los criterios definidos por el CIC.
2. Definir los procedimientos de homologación de los trofeos para acceder a los listados del Archivo Nacional de Trofeos de Caza, definiendo al tiempo los conceptos de Récord Nacional de cada especie, Récord absoluto histórico o cualquier otro que la Junta pudiera considerar oportuno para estimular la gestión de la riqueza cinegética basándose en un aprovechamiento sostenible de los recursos de caza.
3. Definir los sistemas de catalogación de los trofeos y promover e impulsar la coordinación de dichos sistemas entre las distintas comisiones de homologación de las comunidades autónomas al objeto de consolidar la catalogación en el Archivo Nacional de Trofeos de Caza.
4. Facilitar el intercambio de información y registros del Archivo Nacional de Trofeos de Caza con cada una de las comisiones de homologación de las comunidades autónomas cuando así lo requieran.
5. Mantener una estrecha colaboración con los organismos internacionales encargados de cometidos similares a los de la Junta.
6. Actuar como órgano consultivo en materia de caza, gestión cinegética y conservación de los ecosistemas para la Administración General del Estado y para las distintas comunidades autónomas.
7. Informar a la Dirección General de Desarrollo Rural y Política Forestal respecto de asuntos relacionados con caza mayor que pudieran afectar a más de una Comunidad Autónoma, bien a petición de la misma o por propia iniciativa, y proponer las medidas que estime pertinentes.
8. Proponer a la Dirección General de Desarrollo Rural y Política Forestal la renovación, el aumento o disminución de sus miembros cuando las circunstancias lo requieran, así como el nombramiento de asesores colaboradores.
9. Medir y homologar toda clase de trofeos de caza españoles, tanto en concursos y exposiciones oficiales como a requerimiento de los propietarios, y expedir los justificantes de las homologaciones realizadas, sin perjuicio de las competencias de las comunidades autónomas.
10. Confeccionar los catálogos de trofeos de caza, en los que se recogerán los trofeos homologados y cuantos datos considere necesarios con el fin de resaltar la evolución y desarrollo de las distintas especies.
11. Velar por la protección de la diversidad biológica de la fauna cinegética española y, en particular, por su pureza genética.
12. Poner en valor los recursos cinegéticos existentes en España y hacer trascender estos valores a las organizaciones internacionales existentes en la materia.

## Especies homologables

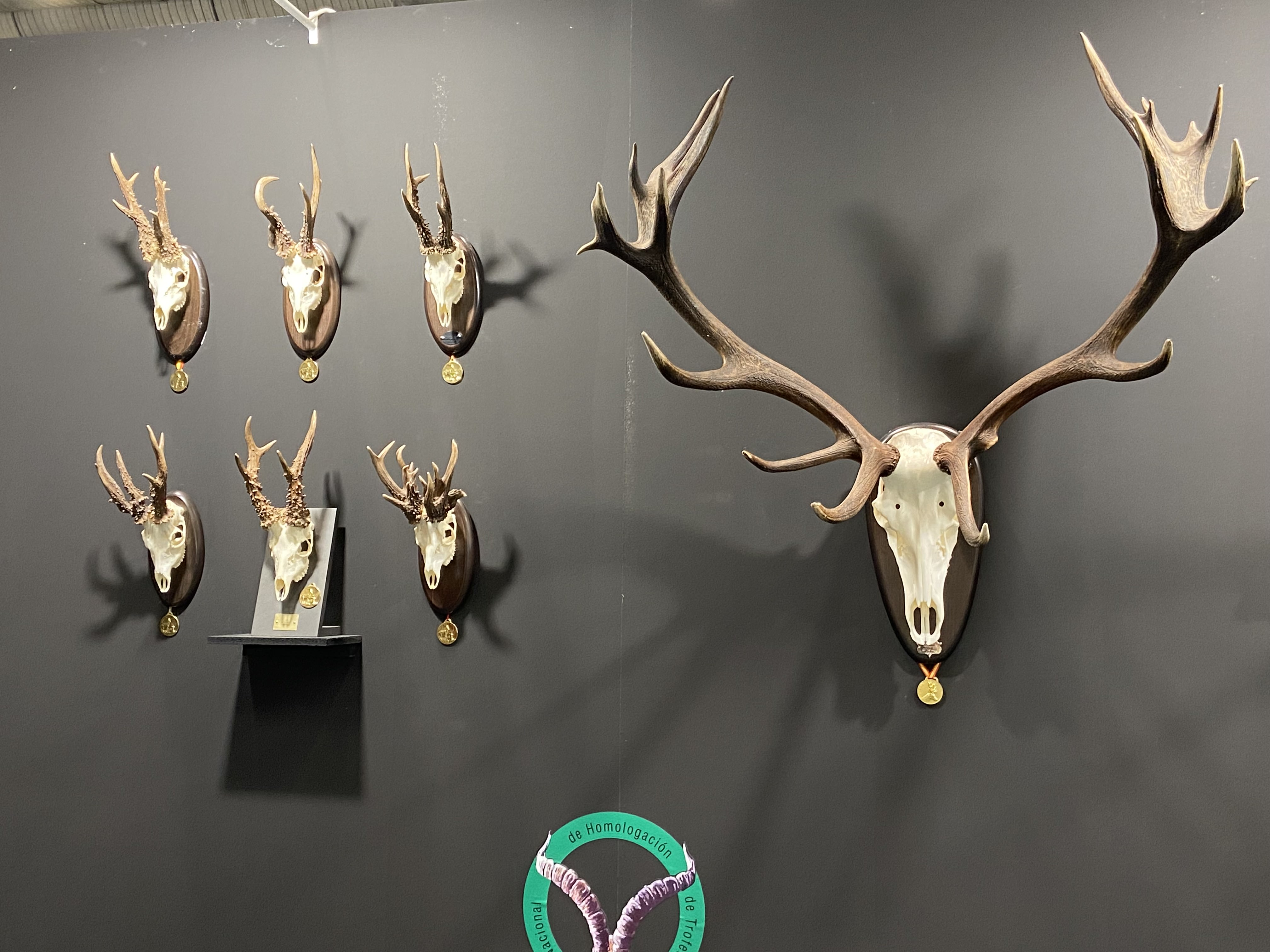
Trofeos medalla de oro de corzo y ciervo ibérico expuestos por la Junta en IFEMA para la feria "Cinegética", Madrid

La siguiente es una lista de todas las especies de caza mayor que son o han sido legalmente homologables en España. La Junta ha excluido al oso pardo cantábrico desde 1973 (debido a la prohibición de su caza), al lince Ibérico y al boc balear. A continuación se muestra la cota de referencia oficial de puntos para evaluar si el animal cazado en cuestión califica como medalla de oro, plata o bronce. Solo un pequeño porcentaje de animales cazados en España es merecedor de una medalla, que la Junta mide de acuerdo con el CIC. 
Si se otorga cualquiera de las tres medallas a un trofeo, se publicará en los catálogos de la Junta que se producen cada cinco años, en relación con la especie, el cazador y la finca o parque nacional en el que se cazó. Por ejemplo, el duque de Wurtemberg cazó en 1977 un macho montés de 223,35 puntos (medalla de plata) en el parque regional de Gredos, que en ese momento lo ubicaba en el puesto 204 del ranking nacional.
Hasta la fecha, solo 4 personas han logrado abatir todas las especies de caza mayor de la fauna española: el i marqués de Villaviciosa de Asturias, el xi marqués de Valdueza, Carlos Rein y S.A.R. la Infanta Alicia, como privilegio de una época en la que todavía estaba permitido cazar el oso y el lince en España.

### Lobo
- Medalla de Oro: 41[9]
- Medalla de Plata: 39 - 40,99
- Medalla de Bronce: 37 - 38,99

### Jabalí
- Medalla de Oro: 110[10]
- Medalla de Plata: 105 - 109,99
- Medalla de Bronce: 100 - 104,99

### Gamo
- Medalla de Oro: 180[11]
- Medalla de Plata: 170 - 170,99
- Medalla de Bronce: 160 - 169,99

### Venado
- Medalla de Oro: 181[12]
- Medalla de Plata: 173 - 180,99
- Medalla de Bronce: 165 - 172,99

### Corzo
- Medalla de Oro: 130[13]
- Medalla de Plata: 115 - 129,99
- Medalla de Bronce: 105 - 114,99

### Sarrio

#### Macho
- Medalla de Oro: 97[14]
- Medalla de Plata: 92 - 96,99
- Medalla de Bronce: 87 - 91,99

#### Hembra
- Medalla de Oro: 93
- Medalla de Plata: 88 - 92,99
- Medalla de Bronce: 83 - 87,99

### Rebeco

#### Macho
- Medalla de Oro: 85[15]
- Medalla de Plata: 81,5 - 84,99
- Medalla de Bronce: 78 - 81,49

#### Hembra
- Medalla de Oro: 81
- Medalla de Plata: 77,5 - 84,99
- Medalla de Bronce: 74 - 77,49

### Macho Montés

#### Zona Norte
Para aquellos abatidos en las Provincias de Ávila, Burgos, León, Salamanca, Segovia, Zamora, Cáceres (al norte del río Tajo), Madrid, Lugo, Orense, Asturias, Tarragona, Barcelona, Castellón y Teruel.
- Medalla de Oro: 230[16]
- Medalla de Plata: 220 - 229,99
- Medalla de Bronce: 205 - 219,99

#### Zona Media
Para aquellos abatidos en las Provincias de Valencia, Alicante, Murcia, Albacete, Ciudad Real, Cuenca, Guadalajara, Toledo, Cáceres (al sur del río Tajo) y Zaragoza.
- Medalla de Oro: 225
- Medalla de Plata: 215 - 224,99
- Medalla de Bronce: 205 - 214,99

#### Zona Sur
Para aquellos abatidos en las Provincias de Almería, Cádiz, Córdoba, Granada, Jaén, Málaga y Sevilla.
- Medalla de Oro: 220
- Medalla de Plata: 210 - 219,99
- Medalla de Bronce: 195 - 209,99

### Muflón
- Medalla de Oro: 205[17]
- Medalla de Plata: 195 - 204,99
- Medalla de Bronce: 185 - 194,99

### Arruí
- Medalla de Oro: 350[18]
- Medalla de Plata: 330 - 349,99
- Medalla de Bronce: 310 - 329,99

### Boc balear
- Medalla de Oro: 310[19]
- Medalla de Plata: 290 - 309,99
- Medalla de Bronce: 270 - 289,99

### Oso pardo cantábrico
- Medalla de oro: 51,01[20]
- Medalla de plata: 47,01 - 51,00
- Medalla de bronce: 42,01 - 47,00

### Lince ibérico
- Medalla de oro: 23,01[20]
- Medalla de plata: 21,51 - 23,00
- Medalla de bronce: 19,01 - 21,50

## Composición

### Presidente
- xii marqués de Valdueza[21]

### Vicepresidente
- Valentín Almansa de Lara

### Vocales
- x vizconde de Salinas
- Cástor Cañedo Angoso
- Juan Luis Oliva de Suelves Cazurro
- Juan del Yerro San Román
- José Luis López-Schümmer Treviño
- Francisco Landaluce Domínguez
- Jorge Bernad Danzberger
- iv duque de Algeciras
- Juan José Viola Cardoso
- Luis de la Peña Fernández-Nespral
- José Ignacio Crespo Fernández
- José Manuel Jaquotot Sáenz de Miera
- Jose Hernández Fernández
- Adolfo Díaz-Ambrona Medrano
- Ángel Fernández Díaz
- Guillermo Ceballos Watling
- Roberto González Hernando

## Lista de presidentes
- 1950 – 1979 viii conde de Yebes
- 1979 – 1982 Adolfo Domínguez Merelles
- 1982 – 1992 xii marqués de Laula
- 1992 – 1999 Juan Luis Oliva de Suelves
- 1999 –          xii marqués de Valdueza

## Comisiones territoriales
| Comunidad            | Comisión                                                                            | Página web                                                          |
| -------------------- | ----------------------------------------------------------------------------------- | ------------------------------------------------------------------- |
| Castilla y León      | Comisión de Homologación de Trofeos de Caza de Castilla y León                      | medioambiente.jcyl.es                                               |
| Cataluña             | Comisión de Cataluña de Homologación de Trofeos de Caza                             | gencat.cat Archivado el 28 de diciembre de 2019 en Wayback Machine. |
| Comunidad Valenciana | Comisión Valenciana de Homologación de Trofeos de Caza                              | dogv.gva.es                                                         |
| Comunidad de Madrid  | Comisión de Homologación de Trofeos de Caza Mayor de la Comunidad de Madrid         | comunidad.madrid                                                    |
| País Vasco           | Comisión de Homologación de Trofeos de Caza de la Comunidad Autónoma del País Vasco | euskadi.eus                                                         |